# KkStB 39
| EPPK 35–38 / kkStB 39 / ČSD 322.0 | EPPK 35–38 / kkStB 39 / ČSD 322.0 | EPPK 35–38 / kkStB 39 / ČSD 322.0 |             |
| --------------------------------- | --------------------------------- | --------------------------------- | ----------- |
| EPPK Nr. 38 später kkStB 39.04    |                                   |                                   |             |
| Technische Daten                  |                                   |                                   |             |
| Hersteller                        | Floridsdorf                       | Floridsdorf                       | Floridsdorf |
| Bauart                            | Cn2                               | Cn2                               |             |
| Zylinder-Ø                        | 455 mm                            | 455 mm                            |             |
| Kolbenhub                         | 632 mm                            | 632 mm                            |             |
| Treibrad-Ø                        | 1266 mm                           | 1266 mm                           |             |
| Laufrad-Ø vorne                   | –                                 | –                                 |             |
| Laufrad-Ø hinten                  | –                                 | –                                 |             |
| fester Radstand                   | 3050 mm                           | 3050 mm                           |             |
| Gesamtradstand                    | 3050 mm                           | 3050 mm                           |             |
| Gesamtradstand + Tender           | 10380 mm                          | 10380 mm                          |             |
| Heizfl. d. Rohre                  | 124,0 m²                          | 125,5 m²                          |             |
| Anzahl d. Rohre                   | 186                               | 188                               |             |
| Heizfl. d. Feuerbüchse            | 8,0 m²                            | 8,3 m²                            |             |
| Rostfl.                           | 1,81 m²                           | 1,81 m²                           |             |
| Dampfdruck                        | 8/10                              | 8/10                              |             |
| Gewicht (leer)                    | 30,5 t                            | 30,5 t                            |             |
| Adhäsionsgewicht                  | 35,0 t                            | 35,0 t                            |             |
| Dienstgewicht                     | 35,0 t                            | 35,0 t                            |             |
| Tender                            | 19                                | 19                                |             |
| Länge                             | k. A.                             | k. A.                             |             |
| Höhe                              | k. A.                             | k. A.                             |             |
| Vmax                              | 50 km/h                           | 50 km/h                           |             |

Die Dampflokomotivreihe kkStB 39 waren Güterzug-Schlepptenderlokomotiven der kkStB, die ursprünglich von der Eisenbahn Pilsen–Priesen(–Komotau) (EPPK) stammten.
Die vier Lokomotiven wurden 1876 von der Lokomotivfabrik Floridsdorf geliefert.
Sie wurden nach 1892 mit zwei unterschiedlichen neuen Kesseln versehen.
Die Tabelle zeigt die Dimensionen mit den neuen Kesseln.
Nach der Verstaatlichung 1884 wurden die Maschinen von der kkStB als Reihe 39 eingereiht.
Nach dem Ersten Weltkrieg kamen die verbliebenen drei Maschinen zur ČSD, die sie als Reihe 322.0 einordnete.
Die letzte Maschine wurde 1928 ausgeschieden.